# Jane Curtin
Jane Curtin, född 6 september 1947 i Cambridge, Massachusetts, är en amerikansk skådespelare och komiker.
Curtin tillhörde originalensemblen i den amerikanska TV-showen Saturday Night Live mellan 1975 och 1980. 1993 återförenades hon med Dan Aykroyd från showen i filmen Coneheads, baserad på karaktärer från detta TV-program.
Mellan 1996 och 2001 medverkade Curtin, tillsammans med John Lithgow, Kristen Johnston, French Stewart och Joseph Gordon-Levitt, i komediserien Tredje klotet från solen.
Curtin är även Unicef-ambassadör. I den biografiska dramakomedin Saturday Night från 2024 porträtteras Curtin av Kimberly Matula.

## Filmografi (urval)
- 1975–1980 – Saturday Night Live (TV-serie)
- 1984–1989 – Kate & Allie (TV-serie)
- 1993 – Coneheads
- 1996–2001 – Tredje klotet från solen (TV-serie)
- 1998 – Antz
- 2004 – The Librarian: Quest for the Spear
- 2006 – The Librarian: Return to King Solomon's Mines
- 2006 – The Shaggy Dog
- 2008 – The Librarian: The Curse of the Judas Chalice
- 2009 – I Love You, Man
- 2011 – I Don't Know How She Does It
- 2012–2014 – Unforgettable (TV-serie)
- 2013 – The Heat
- 2014–2017 – The Librarians (TV-serie) (4 avsnitt)